# Coupe baltique de futsal 2017
Navigation
Édition précédente 2019
La Coupe baltique de futsal 2017 est la septième édition de la Coupe baltique de futsal qui a lieu en Lituanie dans la ville de Šiauliai, un tournoi international de football pour les États des Pays baltes affiliées à la FIFA organisée par l'UEFA.

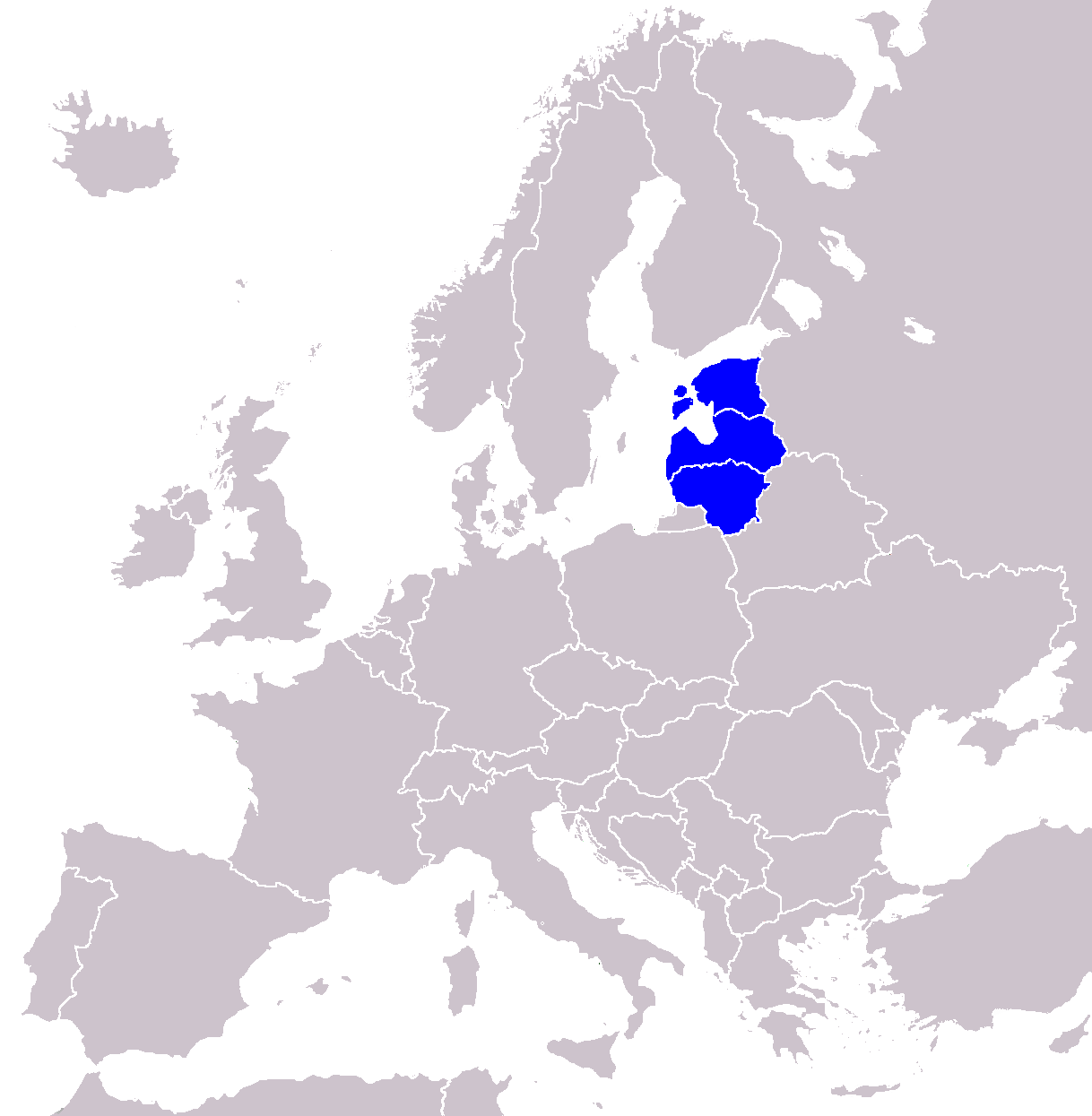
Localisation des pays baltes.

## Classements et résultats
| Équipe   | J | V | N | D | BM | BE | DB | Pts |
| -------- | - | - | - | - | -- | -- | -- | --- |
| Lituanie | 2 | 1 | 1 | 0 | 5  | 4  | +1 | 4   |
| Lettonie | 2 | 1 | 0 | 1 | 5  | 5  | 0  | 3   |
| Estonie  | 2 | 0 | 1 | 1 | 4  | 5  | -1 | 1   |

| 5 décembre 2017 | Lituanie                                       | 2 - 2 | Estonie                      | Šiauliai Arena, Šiauliai , Lettonie |  |
|                 | Justinas Zagurskas 25e · Arsenij Buinickij 37e |       | 25e 27e Maksimas Aleksejevas |                                     |  |
|                 | (Rapport)                                      |       |                              |                                     |  |

| 6 décembre 2017 | Lettonie                                   | 3 - 2 | Estonie                             | Šiauliai Arena, Šiauliai , Lettonie |  |
|                 | Arturs Jerofejevs ? · Andreja Aleksejeva ? |       | ? Erik Grigorjev · ? Andrei Antonov |                                     |  |
|                 | (Rapport)                                  |       |                                     |                                     |  |

| 7 décembre 2017 | Lettonie                                   | 2 - 3 | Lituanie                                            | Šiauliai Arena, Šiauliai , Lettonie |  |
|                 | Arturs Jerofejevs 22e · Oskarq Ikstens 36e |       | 4e 24e Justinas Zagurskas · 34e Arsenijus Buinickis |                                     |  |
|                 | (Rapport)                                  |       |                                                     |                                     |  |

## Meilleurs buteurs
| 3 buts - Justinas Zagurskas - Arturs Jerofejevs 2 buts - Maksimas Aleksejevas | 1 but - Arsenijus Buinickis - Arsenij Buinickij - Andreja Aleksejeva - Oskars Ikstens - Andrei Antonov - Erik Grigorjev |

## Sélections
Lettonie